# Rulle på Rullseröd
Rulle på Rullseröd var SVT:s julkalender 1974. Med regi av Hans Abramson och manus av Olle Mattson, som även skrev en bok med samma namn som kom ut samma år. Mattson skrev också manus till årets julkalender i radio, Frida och farfar.

## Handling
Rulle bor på en gård i Bohuslän med sina föräldrar, sin syster, farmor och farfar. Han har precis börjat skolan men har svårt för att läsa och skolstrejkar därför under december. Rulles mamma är upptagen med hans lillasyster Hedvig, pappan har fullt upp med sin traktor och Rulle trivs bäst tillsammans med sin farmor och fiskaren Fritjof. Rulle får under seriens gång bland annat lära sig hur man bakar, stöper ljus och stoppar julkorv.

## Rollista i urval
- Martin Hultman − Rulle
- Birgitta Pettersson − mamma
- Martin Berggren − pappa
- Sten-Åke Cederhök − Fritjof
- Mona Andersson − faster Ingeborg
- Gunn Wållgren − farmor
- Rune Turesson − farfar
- Inga Ålenius − grannen Elsa
- Evert Lindkvist − grannen Viktor
- Jan-Erik Emretsson − brevbäraren
- Sonya Hedenbratt − Tekla
- Torsten Lilliecrona − August i Löcka

## Papperskalender

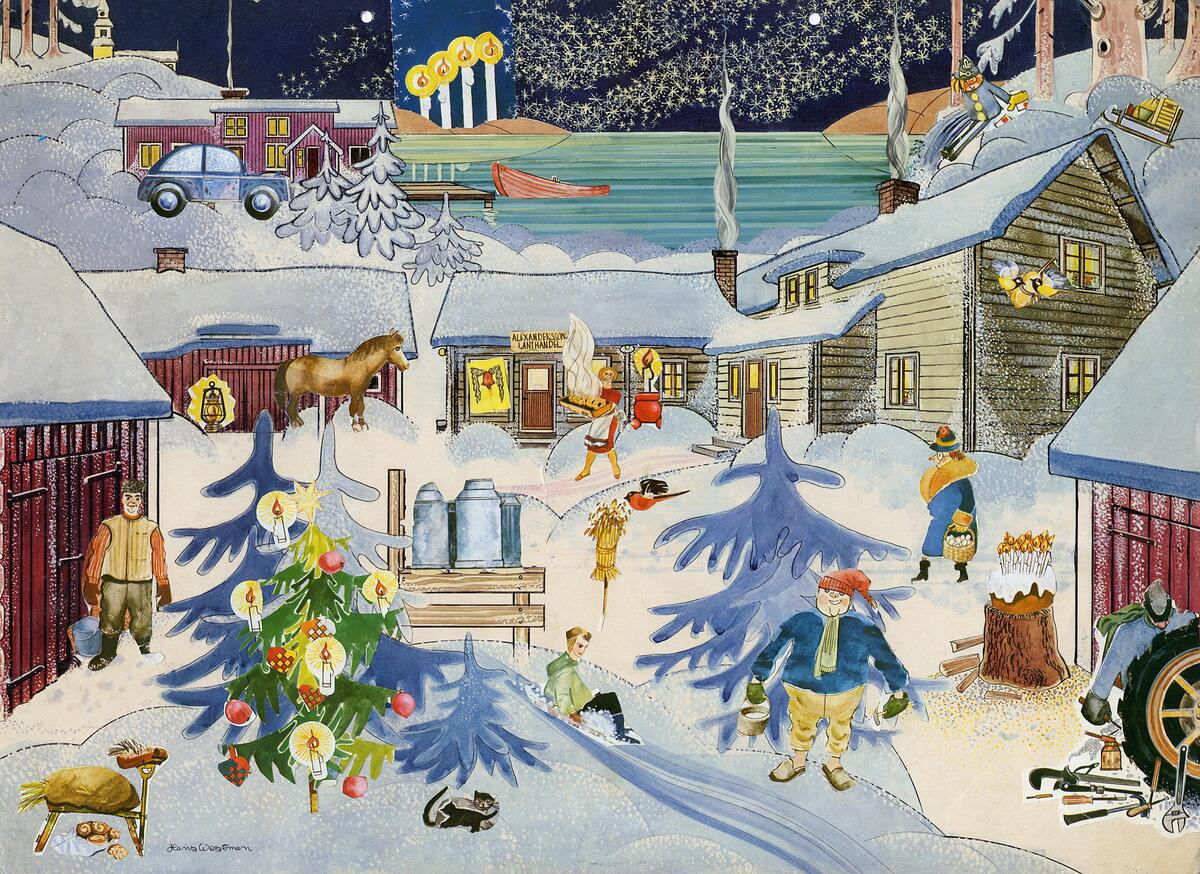
Papperskalender

Årets papperskalender ritades av Hans Westman och föreställer den snötäckta byn Rullseröd. En fabrik och isfryst sjö syns också i bakgrunden.

## Mottagande
Serien fick positiva recensioner i pressen, och var omtyckt av barn. I pressen fick bland annat Martin Hultman beröm för sin insats som Rulle.

## Utgivning
Serien har givits ut på DVD två gånger, första gången var den 24 oktober 2012, och andra gången var den 5 november 2014. Av en okänd anledning saknas avsnitt 8 på båda utgåvorna.

### Fotnoter
1. 1 2  Stenudd, Solveig (2004). Teskedsgumman, Pettson, Pelle Svanslös och alla de andra : julkalendern i radio och TV genom tiderna (Ny, utök. version). Sveriges television (SVT). sid. 44-47. ISBN 91-975013-0-1. OCLC 186559284. https://www.worldcat.org/oclc/186559284. Läst 9 februari 2023
2. ↑  ”www.svt.se/barnkanalen/julkalendrar-i-svt/”. http://www.svt.se/barnkanalen/julkalendrar-i-svt/. Läst 1 december 2015.
3. ↑  ”Jultradition”. Arkiverad från originalet den 25 april 2012. https://web.archive.org/web/20120425112719/http://www.jultradition.se/tv.htm. Läst 2 april 2011.
4. ↑  Jan Gradvall (1996). TV! Nedslag i Sveriges Televisions historia. Stockholm: Sveriges Radios förlag. ISBN 91-522-1780-9
5. ↑  Göteborgs-Tidningen, 2 december 1974, sid. 17
6. ↑  Arbetet Väst, 17 december 1974, sid. 13
7. ↑  Göteborgsposten, 24 december 1974, sid. 28
8. ↑  ”Rulle på Rullseröd | Svensk mediedatabas (SMDB)”. smdb.kb.se. https://smdb.kb.se/catalog/id/002859509. Läst 9 februari 2023.
9. ↑  Rulle på Rullseröd - utgåva 1 (2012) Arkiverad 12 maj 2013 hämtat från the Wayback Machine. på Discshop.se
10. ↑  Rulle på Rullseröd - utgåva 2 (2014) Arkiverad 21 december 2014 hämtat från the Wayback Machine. på Discshop.se